# ناحیه فیصل آباد
ناحیه فیصل آباد (به انگلیسی: Faisalabad District) یکی از ناحیه‌های پاکستان در پاکستان است که در پنجاب (هند) واقع شده‌است. ناحیه فیصل آباد ۷٬۸۷۳٬۹۱۰ نفر جمعیت دارد.